# Circulador òptic

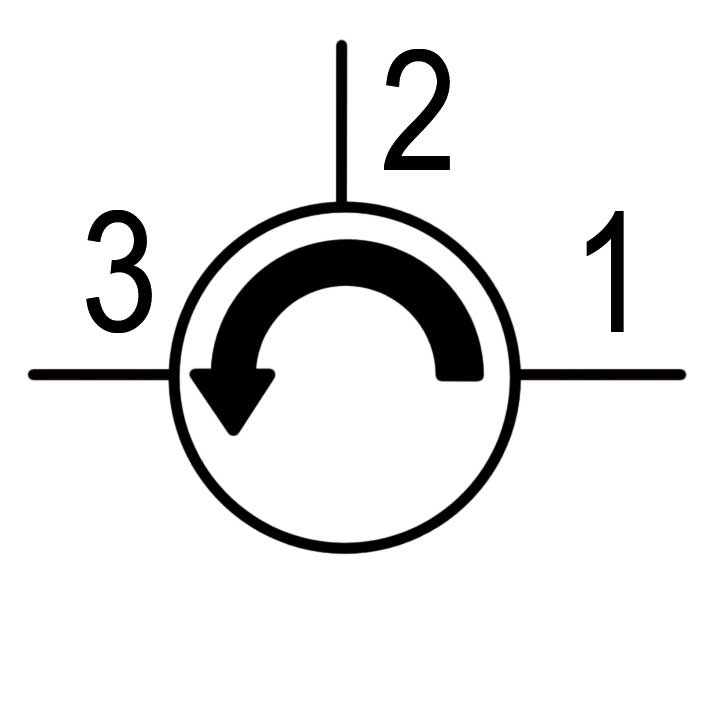
Símbol del circulador òptic

Un circulador òptic és un component especial d'una fibra òptica que es pot usar per separar senyals òptics que es desplacen en direccions oposades en una fibra òptica, de manera anàlega a un circulador electrònic. Un circulador òptic és un aparell amb tres ports dissenyat perquè la llum que entra en qualsevol port surti pel següent. Els circuladors es poden usar per aconseguir transmissió bidireccional sobre una sola fibra. Pel seu alt aïllament de l'entrada, el poder de reflexió òptica i la seva baixa pèrdua d'inserció, els circuladors òptics es fan servir molt en sistemes de comunicació avançats en fibra òptica i aplicacions en sensors de fibra òptica.
Els circuladors òptics ´són no recíprocs i, per tant, els canvis en les propietats de la llum que hi passa a través no són reversibles.